# ボフツェン
ボフツェン (ドイツ語: Boffzen) は、ドイツ連邦共和国ニーダーザクセン州ホルツミンデン郡南部に位置する町村（以下、本項では便宜上「町」と記述する）で、ボフツェン、デーレンタール、フュルステンベルク、ラウエンフェルデで構成されるザムトゲマインデ・ボフツェンを構成する自治体の一つである。

## 歴史
ボフツェンは Boffehshusen という名前でコルヴァイ年史に初めて記録されている。ここにはラテン語で土地の譲渡について記録されている。翻訳すると「アーダルボットが兄弟である Boffehshusen の Swyricdac に耕地を与えた」という内容である。
12世紀末に騎士・従士の家門であるフォン・ボッフェセン (von Boffessen) 家が初めて文献に記録されている。この領主家は、ゴーデルハイム近郊のマイガーデッセン、ボッセボルン、ヘクスター（いずれもヘクスター市内の地名）に耕作地と土地を有していた。コンラート・フォン・ボッフェセンは聖地に向かう第5回十字軍に参陣した。15世紀にこの貴族家は社会的地位を向上させた。この頃には火器を調達し、傭兵隊を組織することについて問責されることはなくなった。ボッフェセン家の消息は18世紀以降見られなくなった。ボッフェセン家の消息は18世紀に見られなくなった。
1799年ヴィルヘルム・アウグスト・ラムパディウスが司祭館（バッハ通り）に住み、都市ガスの発明に取り組んだ。
1898年、職業消防団を引き継ぐ形で、自由意思による自衛消防団が組織された。また、1908年にはスポーツクラブの FC 08 ボフツェンが創設された。
1991年、ボフツェン近郊のゾリングで起きたホルツミンデン警官殺害事件の犯人兄弟をかくまったブレーデンボルンの住人が逮捕されたことで、この町は全国的に注目を集めた。

## 行政

### 議会
ボフツェンの町議会は、13議席からなる。

### 姉妹自治体
- ヴィレール＝シュール＝メール（フランス、カルヴァドス県）1977年6月から
- ナハターシュテット（ドイツ、ザクセン＝アンハルト州）

## 文化と見所
- エアレーザー教会（プロテスタント＝ルター派）1730/37年に旧村落の南、ヴェーザー低地周縁部に建造された。屋根はゾリング砂岩製である。簡素なバロック様式の説教壇付き祭壇は1736年頃に造られたものである。ガラス製のシャンデリアは1858年、天井画は1880年代のものである。2002年にダイゼルのクラヴィンケル社製の新しいオルガンが設置された。
- ガラス博物館

- エアレーザー教会

## 経済と社会資本

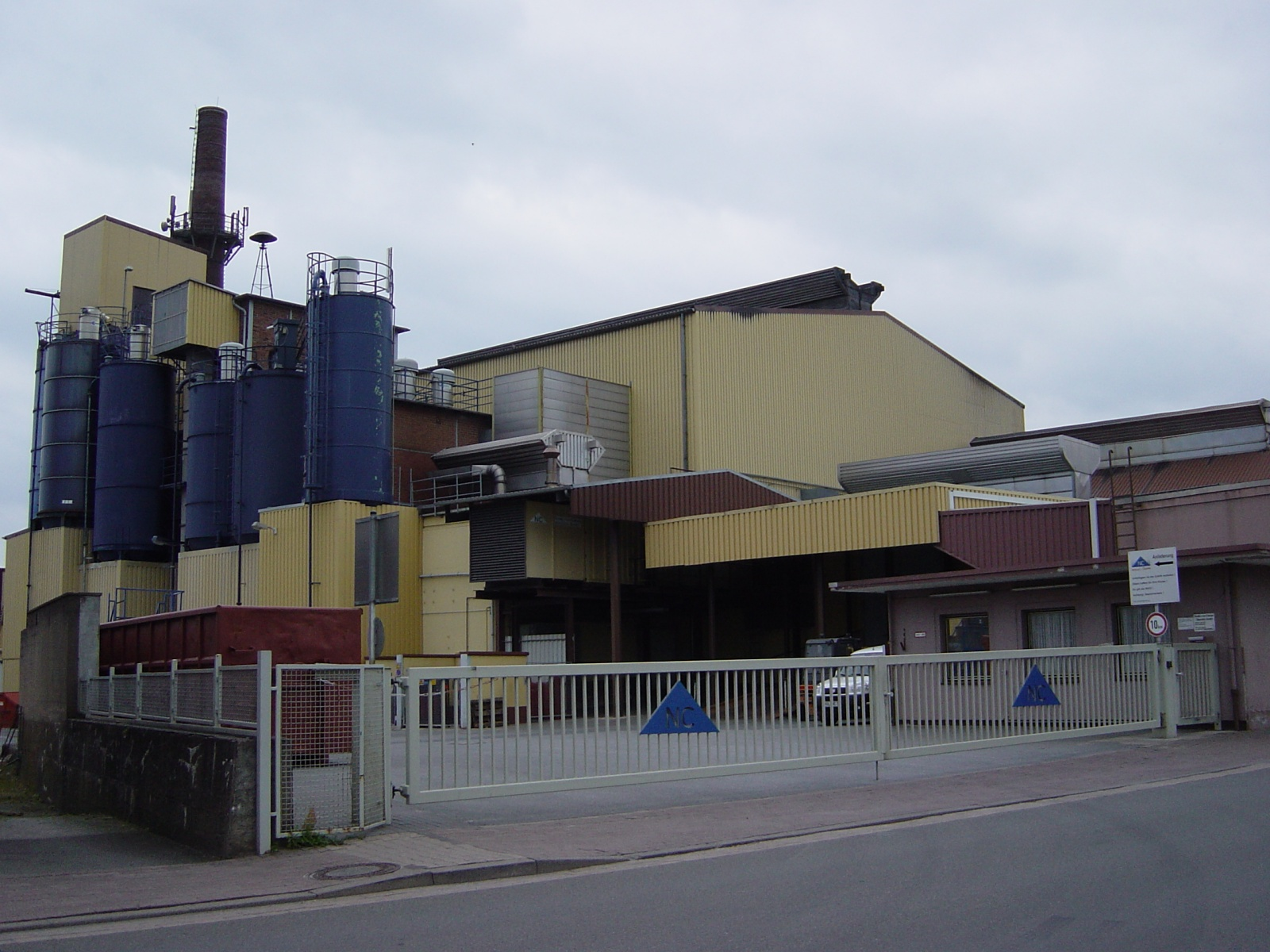
ノエレ & フォン・カムペ・グラスヒュッテ

### 経済
1866年、ボフツェンにバルトリング & Co.が設立された。その翌年にグラスファブリーク・シュタインブライテ・バイ・ヘクスター・シュミット & ヴィッテと改名され、さらに1874年にこの会社はノエレ & フォン・カムペ・グラスヒュッテ・ビュックフェルトという社号で活動した。1896年にガラス工場が拡張され、1934年から現在のノエレ & フォン・カムペ・グラスヒュッテ GmbH という名称でガラス容器の製造を行っている。
1967年にライナー・ノイマンによってノイマン・ラントシャフツ・ウント・シュポルツシュテッテンバウ GmbH が設立されたが、2006年に70人の従業員を擁して倒産を申告した。
ボフツェンには、ハンザ＝フレックスAG の連邦レベルの主要支店と金属管を管轄する支社がある。

### 交通
最寄りの駅は、鉄道アルテンベーケン - クライエンゼン線のヘクスター駅やオットベルゲン - ノルトハイム/ゲッティンゲン線（ゾリング鉄道）のラウエンフェルデ＝ベーヴェルンゲン駅である。

## 引用
1. ↑  Landesamt für Statistik Niedersachsen, LSN-Online Regionaldatenbank, Tabelle A100001G: Fortschreibung des Bevölkerungsstandes, Stand 31. Dezember 2023
2. ↑  Webseite der Hansa-Flex: Niederlassungen | Inland